# 手樽
手樽（てたる、英語: Tetaru）は、宮城県宮城郡松島町の大字であり、旧宮城郡手樽村、旧宮城郡松島村手樽に相当する。郵便番号は981-0211。松島町ホームページによると人口は615人、世帯数は239世帯である。

## 地理
町の南東部に位置し、東は東松島市大塚と、西は根廻や磯崎と、北は東松島市上下堤と接し、南は松島湾に面する。また、松島湾では「牡蠣」や「海苔」の養殖が盛んである。

### 小字
域内の小字は以下の通りである。
- 左坂（あてらざか）[5]
- 荒田
- 石ケ浦
- 牛木
- 鵜の島
- 梅ケ沢
- 大浜
- 大日向
- 大町
- 大蓬沢
- 梅木
- 柿ノ浦
- 釜沢
- 釜沢東
- 釜地前
- 狐入
- 駒形
- 小屋崎
- 才ノ神
- 七十里
- 新田
- 銭神
- 蔵田
- 中沢
- 中町
- 長根沢
- 名籠（なごめ）[6]
- 鳴神
- 早川西
- 早川東
- 早坂
- 茨崎
- 広浦
- 蛇島
- 弁天
- 三浦
- 三沢
- 宮田
- 餅田
- 元手樽
- 馬立
- 六合沢
- 脇沢

## 歴史
1889年（明治22年）4月1日、松島村を中心とする周辺村々と合併し、町村制施行。手樽村は松島村手樽となった。
1928年（昭和3年）1月1日、松島村が町制を施行したことにより、松島村手樽は松島町手樽となった。
1956年から1968年に手樽湾が干拓されたことにより、1,102haの水田が造成され、計127戸の農家が入植した。

## 交通

### 鉄道
- 手樽駅（JR仙石線）
- 陸前富山駅（JR仙石線）

### 道路
- 国道45号
- 宮城県道27号奥松島松島公園線
- 金華山道
- 三陸自動車道

### バス
- 松島町営バス[7]

## 学区
松島町立松島第二小学校・松島町立松島中学校へ進学する。

## 施設
- 大仰寺（麗観・富山）：松島四大観の一つで標高116.8ｍ[9]
- 富山観音（北緯38度23分50.1秒 東経141度6分25.8秒 / 北緯38.397250度 東経141.107167度）：奥州三観音の一つ[9]
- 名籠貝塚（町指定史跡）
- 梅ヶ沢貝塚（町指定史跡）
- 古浦横穴古墳群（町指定史跡）
- 富山簡易郵便局
- 名籠漁港

## 人口
2021年（令和3年）5月末時点での人口は以下の通りである。
| 行政区 | 世帯数 | 男   | 女   | 計    |
| ------ | ------ | ---- | ---- | ----- |
| 元手樽 | 63世帯 | 90人 | 84人 | 174人 |
| 名籠   | 38世帯 | 53人 | 51人 | 104人 |
| 古浦   | 39世帯 | 48人 | 40人 | 88人  |
| 早川   | 47世帯 | 61人 | 63人 | 124人 |
| 三浦   | 33世帯 | 35人 | 42人 | 77人  |
| 左坂   | 19世帯 | 22人 | 26人 | 48人  |

## 東日本大震災
手樽では犠牲者は5名で建物は99.6%（252／253）が何らかの被害を受けたという記録が残っている。

### 被害統計
以下は犠牲者の統計である。
| 世代と性別 | 犠牲者 | 死亡率 | 当時の人口 |
| ---------- | ------ | ------ | ---------- |
| 男性       | 1人    | 0.26%  | 383人      |
| 女性       | 4人    | 0.97%  | 412人      |
| 15歳未満   | 0人    | 0%     | 60人       |
| 15〜64歳   | 4人    | 0.86%  | 467人      |
| 65歳以上   | 1人    | 0.37%  | 268人      |
| 合計       | 5人    | 0.63%  | 795人      |

以下は建物の被害の統計である。
| 全壊 | 大規模半壊 | 半壊  | 一部損壊 | 被害割合 |
| ---- | ---------- | ----- | -------- | -------- |
| 51件 | 40件       | 118件 | 43件     | 99.6%    |